# Shirow Di Rosso
Pour les articles homonymes, voir Van Rossem.
Stef Van Rossem dit Shirow Di Rosso, né le 30 août 1973 à Berchem-Sainte-Agathe (province de Brabant), est un auteur de bande dessinée et un coloriste belge néerlandophone.

## Biographie
Stef Van Rossem naît le 30 août 1973, à Berchem-Sainte-Agathe, une commune bruxelloise.
Il étudie l'informatique après avoir étudié le commerce et l'administration à l'Institut Saint-Donat de Merchtem et il travaille pendant 14 ans dans le secteur informatique. Après un burnout, il se reconvertit en dessinateur et prend le nom de plume Shirow Di Rosso,. Il acquiert ses compétences en dessin et en mise en couleur grâce à des cours sur Internet. Il avoue être influencé par Masamune Shirow et Joe Madureira.
Il s'installe comme indépendant et il dessine sa première bande dessinée en 2013, le comics The Cynja sur les cyberattaques publié aux États-Unis. Un deuxième volume suit en 2016 intitulé Code of the Cynja. Le premier volume est traduit en néerlandais et en espagnol.
Ensuite, il commence à travailler principalement comme coloriste pour, entre autres, De Kronieken van Amoras de Charel Cambré, Le Chevalier rouge et Galaxa.
Il réalise la mise en couleur pour Griffo du roman graphique Nello et Patrasche scénarisé par Marc Legendre,, une adaptation en bande dessinée du roman de Ouida : A Dog of Flanders (1872), l'histoire d'un pauvre orphelin et d'un chien abandonné aux alentours d’Anvers, publiée aux éditions Kennes en 2022.
En 2023, il est récipiendaire du prix Étoile Montante, prix d'honneur Guido De Mey décerné au Festival de Knokke-Heist.
En outre, il réalise une bande dessinée pour l'échevin David De Valck (Open VLD) dont il fait un héros pour la campagne électorale de 2018.

### Vie privée
Il vit à Merchtem, une commune du Brabant flamand avec son épouse et ses deux filles.

## Œuvres

### Albums de bande dessinée en français

#### Ames-Liges
- Ames-Liges, Éditions Sandawe, Lasne, 5 septembre 2018
Scénario : Olivier Vachey - Dessin : Patrick Cornelis - Couleurs : Patrick Cornelis, Shirow Di Rosso -  (ISBN 9782390142423)

Bob et Bobette - Hommage
- 5. Le Vroum-vroum-club, Standaard Uitgeverij, Anvers, 3 novembre 2021
Scénario : Yann - Dessin : Gerben Valkema - Couleurs : Shirow Di Rosso -  (ISBN 978-90-02-02670-6)

#### Nello et Patrasche
- Nello et Patrasche[10],[11], Kennes Éditions, Loverval, 2 novembre 2022
Scénario : Marc Legendre - Dessin : Griffo - Couleurs : Shirow Di Rosso -  (ISBN 9782380757675)

#### Drôles d'oiseaux dans le ciel d'Eben-Emael
- Drôles d'oiseaux dans le ciel d'Eben-Emael, Standaard Uitgeverij, Anvers, 10 mai 2024
Scénario et dessin : Mario Boon - Couleurs : Shirow Di Rosso -  (ISBN 978-90-02-28163-1)

## Prix et récompenses
- 2023 :  prix Étoile Montante, prix d'honneur Guido De Mey décerné au Festival de bande dessinée de Knokke-Heist (nl) à Knokke-Heist[2].